# موجوق
موجوق (به ترکی آذربایجانی: Mucuq) یک منطقه مسکونی در جمهوری آذربایجان است که در شهرستان قوسار واقع شده است. موجوق ۱۳۶۶ نفر جمعیت دارد.